# Maniquí muntanyenc oriental
El maniquí muntanyenc oriental (Lonchura monticola) és un ocell de la família dels estríldids (Estrildidae).

## Hàbitat i distribució
Habita praderies alpines del sud-est de Nova Guinea.